# Eriocaulon pectinatum
Eriocaulon pectinatum är en gräsväxtart som beskrevs av Wilhelm Willy Otto Eugen Ruhland. Eriocaulon pectinatum ingår i släktet Eriocaulon och familjen Eriocaulaceae. IUCN kategoriserar arten globalt som sårbar. Inga underarter finns listade i Catalogue of Life.